# OMT 3600
Der Typ OMT 3600 ist ein Containerschiffstyp der dänischen Seago Line, einem Tochterunternehmen von Mærsk Line. Die Schiffe bilden dort die V-Klasse.

## Allgemeines
Der Schiffstyp wurde von Odense Maritime Technology entworfen. Die Vistula Mærsk wurde 2018 von Maritime Danmark als „Danish Ship of the Year“ ausgezeichnet.
Die Schiffe werden in verschiedenen Liniendiensten der Seago Line in Nord- und Ostsee im klassischen Feederdienst beschäftigt. Sie sind aber deutlich größer, als die bisher in Nord- und Ostsee von Mærsk eingesetzten Feederschiffe, die zwischen 1.400 und 1.700 TEU befördern können. Aufgrund ihrer Abmessungen können die Schiffe den Nord-Ostsee-Kanal nicht passieren.
An Bord der Vistula Mærsk werden Techniken für die „Situational Awareness“ getestet. Hierfür ist auf dem Schiff unter anderem Lidar-System zur Abstands- und Geschwindigkeitsmessung installiert. Mit den Schiffen sollen auch Erfahrungen für die mögliche Nutzung der Nordostpassage für den Verkehr zwischen Europa und Fernost gesammelt werden.
Mit der Venta Mærsk testete Mærsk Line im August/September 2018 die Passage durch die Nordostpassage von Asien nach Europa. Es handelte sich dabei um die erste Passage eines Containerschiffs ohne Begleitung eines Eisbrechers durch den Nördlichen Seeweg. Die Fahrt führte von Wladiwostok nach Sankt Petersburg via Busan und Bremerhaven und dauerte vom 22. August bis zum 28. September 2018.

## Geschichte
Der Bauvertrag über sieben Einheiten des Typs wurde am 26. März 2015 geschlossen. Es besteht eine Option für zwei weitere Schiffe des Typs. Der Bau der Schiffe begann am 25. Oktober 2015.
Das Typschiff der Serie wurde am 1. Februar 2018 abgeliefert. Es wird seit April 2018 im Liniendienst zwischen Rotterdam und St. Petersburg eingesetzt.

## Technische Daten und Ausstattung
Der Antrieb erfolgt durch einen Sechszylinder-Dieselmotor von MAN B&W mit 17.279 kW Leistung. Der Motor wirkt auf einen Festpropeller. Die Schiffe erreichen eine Geschwindigkeit von rund 20 kn. Für die Stromerzeugung stehen vier Dieselgeneratorsätze zur Verfügung. Die Generatoren werden von Himsen-Dieselmotoren mit 2 × 1.680 kW Leistung bzw. 2 × 1.440 kW Leistung angetrieben. Die Schiffe sind mit einem Bugstrahlruder mit 1200 kW Leistung ausgerüstet.
Die Schiffe verfügen über fünf Laderäume, vier vor und einer hinter dem Deckshaus. Die mit Cellguides ausgerüsteten Räume sind mit Pontonlukendeckeln verschlossen. An Deck befinden sich Cellguides für die unteren drei Lagen. Vor dem Deckshaus befinden sich zehn 40-Fuß-Bays, hinter dem Deckshaus weitere zwei, wobei die hinterste Bay nur Deckscontainer aufnehmen kann. Es können bis zu 14 Container nebeneinander geladen werden. Die Containerkapazität der Schiffe beträgt 3.596 TEU. Bei homogener Beladung mit 14 t schweren Containern können 2.400 TEU geladen werden. Für Kühlcontainer stehen 600 Anschlüsse zur Verfügung.
An Bord ist Platz für bis zu 28 Besatzungsmitglieder, die in Einzelkabinen untergebracht sind.
Die Schiffe sind speziell für den Einsatz in kalten Gegenden konzipiert. Sie sind mit einer geschlossenen Brücke über die gesamte Schiffsbreite ausgestattet. Die Back ist gedeckt, um der Besatzung beim An- und Ablegen Schutz zu bieten. Die Rümpfe der Schiffe sind eisverstärkt (Eisklasse 1A). Die Schiffe gelten als die größten Containerschiffe mit Eisklasse.

## Schiffe
| OMT 3600      | OMT 3600  | OMT 3600   | OMT 3600                                              |
| Bauname       | Baunummer | IMO-Nummer | Kiellegung Stapellauf Ablieferung                     |
| ------------- | --------- | ---------- | ----------------------------------------------------- |
| Vistula Mærsk | N688      | 9775737    | 3. Dezember 2015 6. März 2017 1. Februar 2018         |
| Volga Mærsk   | N689      | 9775749    | 3. Dezember 2015 6. Juni 2017 3. April 2018           |
| Vayenga Mærsk | N690      | 9775751    | 10. Dezember 2015 10. Juli 2017 29. Mai 2018          |
| Venta Mærsk   | N691      | 9775763    | 11. Dezember 2015 5. August 2017 11. Juli 2018        |
| Vuoksi Mærsk  | N692      | 9775775    | 15. Dezember 2015 28. Oktober 2017 11. September 2018 |
| Vilnia Mærsk  | N693      | 9778533    | 15. Dezember 2015 7. Januar 2019                      |
| Vaga Mærsk    | N694      | 9778545    | 15. Dezember 2015 20. März 2019                       |

Die Schiffe, die nach osteuropäischen Flüssen benannt sind, werden unter der Flagge Dänemarks betrieben. Heimathafen ist Kopenhagen.